# Močno število
Močno število je v matematiki sestavljeno pozitivno celo število {\displaystyle m\,}, da kadar vsako praštevilo {\displaystyle p\,}, ki deli {\displaystyle m\,}, ga deli tudi njegov kvadrat {\displaystyle p^{2}\,}. Močno število {\displaystyle m\,} je produkt kvadrata in kuba, oblike {\displaystyle m=a^{2}b^{3}\,}, kjer sta {\displaystyle a\,} in {\displaystyle b\,} pozitivni celi števili. Takšna števila sta raziskovala Paul Erdős in George Szekeres, Solomon Wolf Golomb pa jih je imenoval močna.
Prva močna števila so (OEIS A001694):
1, 4, 8, 9, 16, 25, 27, 32, 36, 49, 64, 72, 81, 100, 108, 121, 125, 128, 144, 169, 196, 200, 216, 225, 243, 256, 288, 289, 324, 343, 361, 392, 400, 432, 441, 484, 500, 512, 529, 576, 625, 648, 675, 676, 729, 784, 800, 841, 864, 900, 961, 968, 972, 1000, ...
Števila, ki so močna, niso pa tudi popolne potence, se imenujejo Ahilova števila.